# Michael Ahnemann
Michael John Ahnemann (* 26. Oktober 1938 in New York City, Vereinigte Staaten; † 28. Dezember 2004 in Los Angeles) war ein US-amerikanischer Drehbuchautor und Dokumentarfilm-Regisseur.

## Leben und Wirken
Michael J. Ahnemann begann sich Mitte der 1960er Jahre dem praktischen Filmemachen zuzuwenden und konnte gleich mit seinem Erstling, dem von ihm und Gary Schlosser hergestellten Kurzfilm Cowboy, einen beträchtlichen Kritikererfolg landen. Der 17-minütige Film, der einen nüchternen Überblick über das unglamouröse Leben heutiger Viehhirten im mittleren Westen der USA gab, erhielt 1967 eine Oscar-Nominierung in der Kategorie Bester Kurzdokumentarfilm. Trotz dieses bravourösen Einstands blieb Ahnemann ein Dutzend Jahre der aktiven Tätigkeit bei der Filmherstellung fern; erst Ende April 1978 konnte er erneut einen Dokumentarfilm drehen. Das Resultat Pacific High kam im Februar 1980 in die US-Kinos und bebilderte das Ensenada Yacht-Rennen, das alljährlich innerhalb 24 Stunden auf der 200-Seemeilen-Distanz zwischen dem kalifornischen Newport Beach und dem mexikanischen Ensenada abgehalten wird. Ab Mitte der 1980er Jahre fand Michael Ahnemann regelmäßige Beschäftigung beim Fernsehen; diesmal als Drehbuchautor. Er belieferte mit seinen Manuskripten einzelne TV-Produktionen ebenso wie beliebte Serien, darunter Miami Vice und Die Lady mit dem Colt. Zum Ende des Jahrtausends beendete Ahnemann sämtliche filmische Aktivitäten.

## Filmografie
- 1966: Cowboy (Dokumentarfilm, Kurzfilm, Regie, Drehbuch, Produktion, Schnitt)
- 1978: Pacific High (UA: 1980) (Dokumentarfilm. Regie, Schnitt)
- 1985: The Insiders (Serie, Drehbuch)
- 1985–86: Die Lady mit dem Colt (Serie, Drehbuch)
- 1986: Miami Vice (Serie, Drehbuch)
- 1988: Marcie – Eine Frau sieht rot (Necessity) (Drehbuch)
- 1990: DEA (Serie. Drehbuch)
- 1994: Time Trax – Zurück in die Zukunft (Time Trax) (Serie, Drehbuch)
- 1994–95: Palm Beach-Duo (Silk Stalkings) (Serie, Drehbuch)
- 1995: Familienmord (Deadly Pursuits) (Drehbuch)
- 1998: Todesflug 1602 – Als der Himmel einstürzte (A Wing and a Prayer) (Drehbuch)